# Cәmalәddin Mәhәmmәdov
Cәmalәddin Mәhәmmәdov –en ruso, Джамаладдин Магомедов, Dzhamaladdin Magomedov; también escrito como Jamaladdin Magomedov– (Majachkalá, 14 de marzo de 1989) es un deportista azerbaiyano, de origen daguestano, que compite en lucha libre.
Ganó dos medallas en el Campeonato Mundial de Lucha, plata en 2015 y bronce en 2011, y cinco medallas en el Campeonato Europeo de Lucha entre los años 2011 y 2020.
En los Juegos Europeos obtuvo dos medallas de bronce, en Bakú 2015 y en Minsk 2019, ambas en la categoría de 125 kg.

## Palmarés internacional
| Campeonato Mundial | Campeonato Mundial         | Campeonato Mundial | Campeonato Mundial |
| Año                | Lugar                      | Medalla            | Categoría          |
| ------------------ | -------------------------- | ------------------ | ------------------ |
| 2011               | Estambul (Turquía)         | Medalla de bronce  | 120 kg             |
| 2015               | Las Vegas (Estados Unidos) | Medalla de plata   | 125 kg             |
| Juegos Europeos    |                            |                    |                    |
| Año                | Lugar                      | Medalla            | Categoría          |
| 2015               | Bakú (Azerbaiyán)          | Medalla de bronce  | 125 kg             |
| 2019               | Minsk (Bielorrusia)        | Medalla de bronce  | 125 kg             |
| Campeonato Europeo |                            |                    |                    |
| Año                | Lugar                      | Medalla            | Categoría          |
| 2011               | Dortmund (Alemania)        | Medalla de bronce  | 120 kg             |
| 2013               | Tiflis (Georgia)           | Medalla de bronce  | 120 kg             |
| 2017               | Novi Sad (Serbia)          | Medalla de plata   | 120 kg             |
| 2018               | Kaspisk (Rusia)            | Medalla de bronce  | 125 kg             |
| 2020               | Roma (Italia)              | Medalla de bronce  | 125 kg             |